# Cyrtopogon ornatus
Cyrtopogon ornatus är en tvåvingeart som beskrevs av H. Oldroyd 1964. Cyrtopogon ornatus ingår i släktet Cyrtopogon och familjen rovflugor.
Artens utbredningsområde är Nepal. Inga underarter finns listade i Catalogue of Life.